# 若林慎一郎
若林 慎一郎（若林愼一郎、わかばやし しんいちろう、1929年8月22日 - ）は、日本の精神医学者。
島根県浜田市出身。1958年名古屋大学医学部卒、1963年同大学院精神医学博士課程修了、1964年「児童神経症についての一考察」で医学博士。1967年日本福祉大学助教授、1969年名古屋大学医学部付属病院講師、1974年愛知県立心身障害者コロニー・発達障害研究所治療部長、1978年名古屋大学医学部助教授、教授、1993年定年退官、金城学院大学教授、岐阜大学医学部教授。1991-1994年日本児童青年精神医学会理事長。

## 著書
- 『登校拒否症』医歯薬出版 小児のメディカル・ケア・シリーズ 1980　『登校拒否』1993
- 『自閉症児の発達』岩崎学術出版社 1983
- 『小児のノイローゼ 強迫神経症・チックを中心に』医歯薬出版 小児のメディカル・ケア・シリーズ 1985

### 共編著
- 『児童精神科臨床 3 入院治療 1』山崎晃資共編 星和書店 1982
- 『児童期の精神科臨床』編 金剛出版 1984
- 『家庭内暴力』本城秀次共著 金剛出版 1987
- 『自閉症児の言語治療』西村弁作共著 岩崎学術出版社 1988
- 『児童青年精神科 現代社会の病理と臨床』編 金剛出版 1989
- 『精神保健』編 ミネルヴァ書房 保育講座 1990
- 『青年期の病理と治療』編 金剛出版 1992
- 『身体化障害 思春期の心とからだ』成田善弘共責任編集 岩崎学術出版社 思春期青年期ケース研究 1997
- 『精神保健』本城秀次共編 ミネルヴァ書房 保育・看護・福祉プリマーズ 2001

### 記念論文集
- 『思春期精神科症例集 若林慎一郎教授退官記念論文集』金剛出版 (製作発売) 1993

## 論文
- <若林慎一郎